# Grande Prêmio do Oeste dos Estados Unidos de 1981
Resultados do Grande Prêmio do Oeste dos Estados Unidos de Fórmula 1 realizado em Long Beach, em 15 de março de 1981. Primeira etapa do campeonato, foi vencido pelo australiano Alan Jones, que subiu ao pódio junto a Carlos Reutemann numa dobradinha da Williams-Ford, com Nelson Piquet em terceiro pela Brabham-Ford.

## Resumo

### Fatos da pré-temporada
Durante a pré-temporada houve um confronto ostensivo entre a Federação Internacional de Automobilismo Esportivo (FISA) e a Associação dos Construtores da Fórmula 1 (FOCA) por conta do controle financeiro do esporte e também da proibição do uso de "saias aerodinâmicas" nos carros. O impasse se prolongou a ponto de a FOCA propor a criação de um campeonato próprio, mas a ameaça de rompimento cessou quando a FISA concordou em manter estáveis por quatro anos as regras da categoria e os construtores asseguraram o controle financeiro da mesma. Dez dias após esse entendimento foi assinada a primeira edição do Pacto de Concórdia em Paris com a presença de todas as equipes.
Por conta desse acordo os resultados do Grande Prêmio da África do Sul, realizado antes de selado o pacto, foram desconsiderados para fins de classificação e a prova argentina foi transferida de janeiro para abril.

### Alan Jones vence de novo
Quando as equipes chegaram em Long Beach para a abertura da temporada, a sexta-feira foi das mais frenéticas: asas maiores, molas mais macias e revisão nos tanques laterais eram atividades obrigatórias para todos como forma de compensar a ausência das "saias" proibidas. Com todas as equipes usando pneus Michelin (a Goodyear anunciou em dezembro sua retirada gradual da competição), os pilotos estavam diante de novos desafios. No sábado, outra questão jurídica surgiu por causa do chassis duplo do Lotus 88 projetado por Colin Chapman e Ogilvie Martin: um protesto foi apresentado pela maioria das equipes embora não especificasse quais regras o modelo violava. Liberado pela inspeção da FISA para treinar na sexta-feira, o carro foi banido a seguir e com isso a Lotus usando o modelo 81.
Durante o treino oficial a pole position foi duramente disputada por Alan Jones e Riccardo Patrese com o italiano assegurando por apenas 0,01 segundo a primeira pole de sua carreira e a única da equipe Arrows. Vieram as seguir as Williams de Jones e Reutemann, a Brabham de Piquet e a Ferrari de Villeneuve. Quanto aos americanos, Mario Andretti foi o sexto em sua estreia pela Alfa Romeo com Eddie Cheever em oitavo pela Tyrrell, mas como Kevin Cogan perdeu a classificação 0,07 segundo, foi a primeira vez que uma Tyrrell deixou de alinhar para o grid.
No domingo o canadense Villeneuve avançou vorazmente pela parte de fora do grid e tomou a liderança, porém como freou tarde demais na altura da Queens Hairpin, foi ultrapassado por Patrese, Reutemann e Jones enquanto Andrea de Cesaris (McLaren) colidiu com Alain Prost (Renault). À frente Patrese mantinha Reutemann sob controle até que uma falha mecânica o fez deixar a prova e o argentino passou à liderança, entretanto como Jones vinha descontando uma desvantagem de três segundos veio a ordem para a inversão de posições e logo o campeão de 1980 estabeleceu uma margem de dez segundos sobre o companheiro enquanto Piquet era o terceiro colocado após o abandono de Villeneuve e uma ultrapassagem sobre Didier Pironi. Na volta 41 Jacques Laffite bateu em Cheever e abandonou a corrida sendo que o americano foi ultrapassado por seu compatriota Andretti que ficou em quarto após a retirada de Pironi por uma falha no sistema de combustível. Cheever e Tambay completaram a prova em quinto e sexto. Foi a primeira vez que dois americanos terminar nos pontos desde Andretti e Mark Donohue no Grande Prêmio da Suécia de 1975.
Ao final a vitória de Jones foi facilitada graças a uma passagem não programada de Reutemann pelos boxes a fim de corrigir um problema elétrico na 72ª volta e assim a Williams assegurou sua terceira dobradinha consecutiva visto que a demora de Piquet em superar Pironi no começo da disputa tolheu suas chances de vencer.
Ao vencer a prova de abertura da temporada em Long Beach com uma vantagem de nove segundos sobre seu companheiro de equipe, o campeão mundial Alan Jones fez mais do que superar Carlos Reutemann: ao cruzar a linha de chegada em primeiro o australiano deu ares de normalidade a um campeonato marcado por disputas legais quanto ao regulamento. Foi a terceira vitória consecutiva de Jones na categoria se somarmos a este grande prêmio as provas do Canadá em Montreal e dos EUA em Watkins Glen, estes realizados em 1980.
Foram os primeiros pontos de Eddie Cheever, estrearam Miguel-Angel Guerra, Eliseo Salazar, Siegfried Stohr e Chico Serra, este o único entre quatro "rookies" a se classificar para a prova. Foi a última corrida de Kevin Cogan.
Naquele mesmo fim de semana Ayrton Senna vencia uma prova na Fórmula Ford inglesa.

## Transmissão para o Brasil
Esta prova marcou o retorno da Rede Globo às transmissões de Fórmula 1 para o Brasil, entretanto como a corrida aconteceu às 19 horas pelo horário de Brasília (14 horas locais) a emissora exibiu apenas três boletins de dez minutos (às 19h10, 20h05 e 20h30) para não interromper a exibição de Os Trapalhões e do Fantástico.

## Classificação da prova
| Pos | Nº. | Piloto              | Construtor      | Voltas | Tempo/Diferença        | Grid | Pontos |
| --- | --- | ------------------- | --------------- | ------ | ---------------------- | ---- | ------ |
| 1   | 1   | Alan Jones          | Williams-Ford   | 80     | 1:50:41.33             | 2    | 9      |
| 2   | 2   | Carlos Reutemann    | Williams-Ford   | 80     | + 9.19                 | 3    | 6      |
| 3   | 5   | Nelson Piquet       | Brabham-Ford    | 80     | + 34.92                | 4    | 4      |
| 4   | 22  | Mario Andretti      | Alfa Romeo      | 80     | + 49.31                | 6    | 3      |
| 5   | 3   | Eddie Cheever       | Tyrrell-Ford    | 80     | + 1:06.70              | 8    | 2      |
| 6   | 33  | Patrick Tambay      | Theodore-Ford   | 79     | + 1 volta              | 17   | 1      |
| 7   | 21  | Chico Serra         | Fittipaldi-Ford | 78     | + 2 voltas             | 18   |        |
| 8   | 16  | René Arnoux         | Renault         | 77     | + 3 voltas             | 20   |        |
| Ret | 14  | Marc Surer          | Ensign-Ford     | 70     | Sistema de combustível | 19   |        |
| Ret | 28  | Didier Pironi       | Ferrari         | 67     | Sistema de combustível | 11   |        |
| Ret | 25  | Jean-Pierre Jarier  | Ligier-Matra    | 64     | Bomba de combustível   | 10   |        |
| Ret | 6   | Hector Rebaque      | Brabham-Ford    | 49     | Acidente               | 15   |        |
| Ret | 23  | Bruno Giacomelli    | Alfa Romeo      | 41     | Colisão                | 9    |        |
| Ret | 26  | Jacques Laffite     | Ligier-Matra    | 41     | Colisão                | 12   |        |
| Ret | 20  | Keke Rosberg        | Fittipaldi-Ford | 41     | Motor                  | 16   |        |
| Ret | 9   | Jan Lammers         | ATS-Ford        | 41     | Colisão                | 21   |        |
| Ret | 29  | Riccardo Patrese    | Arrows-Ford     | 33     | Sistema de combustível | 1    |        |
| Ret | 32  | Beppe Gabbiani      | Osella-Ford     | 26     | Acidente               | 24   |        |
| Ret | 12  | Nigel Mansell       | Lotus-Ford      | 25     | Acidente               | 7    |        |
| Ret | 27  | Gilles Villeneuve   | Ferrari         | 17     | Semieixo               | 5    |        |
| Ret | 7   | John Watson         | McLaren-Ford    | 16     | Freios                 | 23   |        |
| Ret | 11  | Elio de Angelis     | Lotus-Ford      | 13     | Acidente               | 13   |        |
| Ret | 15  | Alain Prost         | Renault         | 0      | Colisão                | 14   |        |
| Ret | 8   | Andrea de Cesaris   | McLaren-Ford    | 0      | Colisão                | 22   |        |
| DNQ | 4   | Kevin Cogan         | Tyrrell-Ford    |        |                        |      |        |
| DNQ | 17  | Derek Daly          | March-Ford      |        |                        |      |        |
| DNQ | 31  | Miguel Angel Guerra | Osella-Ford     |        |                        |      |        |
| DNQ | 30  | Siegfried Stohr     | Arrows-Ford     |        |                        |      |        |
| DNQ | 18  | Eliseo Salazar      | March-Ford      |        |                        |      |        |

## Tabela do campeonato após a corrida
| Pos.   | Piloto           | Pontos |
| ------ | ---------------- | ------ |
| 1      | Alan Jones       | 9      |
| 2      | Carlos Reutemann | 6      |
| 3      | Nelson Piquet    | 4      |
| 4      | Mario Andretti   | 3      |
| 5      | Eddie Cheever    | 2      |
| Fonte: |                  |        |

| Pos.   | Equipe        | Pontos |
| ------ | ------------- | ------ |
| 1      | Williams-Ford | 15     |
| 2      | Brabham-Ford  | 4      |
| 3      | Alfa Romeo    | 3      |
| 4      | Tyrrell-Ford  | 2      |
| 5      | Theodore-Ford | 1      |
| Fonte: |               |        |

- Nota: Somente as primeiras cinco posições estão listadas. Entre 1981 e 1990 cada piloto podia computar onze resultados válidos por temporada não havendo descartes no mundial de construtores.